# (9460) McGlynn
(9460) McGlynn (1998 HS30) – planetoida z pasa głównego asteroid okrążająca Słońce w ciągu 4,35 lat w średniej odległości 2,66 j.a. Odkryta 29 kwietnia 1998 roku.